# Лю Бомин
Лю Боми́н (кит. упр. 刘伯明, пиньинь Líu Bó Míng) (род. 16 сентября 1966, Иань, Хэйлунцзян, КНР) — китайский тайконавт (космонавт).

## Биография
Родился 16 сентября 1966 года в уезде Иань провинции Хэйлунцзян в крестьянской семье.
В 1985 году вступил в НОАК.
В 1986 году вступил в Коммунистический союз молодёжи Китая.
С 1990 года — член КПК.
В январе 1998 года официально был включен в группу первых космонавтов КНР.
В 2005 году был включен кандидатом в состав экипажа корабля «Шэньчжоу-6».

## Космическая подготовка
С 25 сентября по 28 сентября 2008 года совершил свой первый космический полет в составе экипажа корабля «Шэньчжоу-7».
Совершил три выхода в открытый космос общей продолжительностью 13 часов 3 минуты.
С 2012 года является старшим полковником ВВС НОАК. Имеет почетное звание «Космонавт-герой» КНР (2008). Космонавт специального ранга в бригаде космонавтов НОАК (c 2012 года).
По завершении полёта продолжил тренировки среди китайских космонавтов для подготовки к полёту на кораблях серии «Шэньчжоу» и на станцию «Тяньгун-1». Был включён командиром в один из экипажей, и этот экипаж оказался дублирующим на космическом корабле «Шэньчжоу-10» летом 2013 года.
Лю Бомин вошёл в состав экипажа корабля Шэньчжоу-12, запуск которого произведён 17 июня 2021 года. Через 6 часов и 32 минуты произошла стыковка космического корабля с модулем Тяньхэ космической станции Тяньгун. Это была первая экспедиция на станцию, в ходе которой Лю Бомин выполнил 2 выхода в открытый космос.
С октября 2015 года — генерал-майор.
Статистика
| # | Стартовый корабль | Старт, UTC               | Экспедиция  | Корабль посадки | Посадка, UTC             | Налёт                      | Выходы в открытый космос | Время в открытом космосе |
| - | ----------------- | ------------------------ | ----------- | --------------- | ------------------------ | -------------------------- | ------------------------ | ------------------------ |
| 1 | Шэньчжоу-7        | 25.09.2008, 13:10 UTC    | Шэньчжоу-7  | Шэньчжоу-7      | 28.09.2008, 09:37 UTC    | 02 суток 20 часов 27 минут | 1                        | 22 минуты                |
| 2 | Шэньчжоу-12       | 17.06.2021, 01:22:32 UTC | Шэньчжоу-12 | Шэньчжоу-12     | 17.09.2021, 05:34:09 UTC | 92 суток 4 часа 11 минут   | 2                        | 12 часов 41 минута       |
|   |                   |                          |             |                 |                          | 95 суток 00 часов 38 минут | 3                        | 13 часов 3 минуты        |

## Семья
Лю Бомин женат на Чжан Яо, у них есть дочь.